# Slank gordelhorentje
Het slank gordelhorentje (Onoba aculeus) is een slakkensoort uit de familie van de drijfhorens (Rissoidae). De wetenschappelijke naam van de soort werd in 1841 voor het eerst geldig gepubliceerd door Augustus Addison Gould.

## Beschrijving
Het slank gordelhorentje is een kleine soort zeeslak, met een maximaal registreerde schelplengte van 4,2 mm en een breedte van 1,5 mm. De spiraalvormige schelp is wittig van kleur met een bruine tot zwarte opperhuid. 

## Verspreiding
Deze slakkensoort komt voor in Europese wateren en in de Noord- en Noordoostelijke Atlantische Oceaan. Langs de Noordzee komt deze soort voor langs kusten van Noorwegen, Denemarken, Frankrijk, de Waddeneilanden en de Engelse kust met uitzondering van Sunderland tot North Walsham. Het slank gordelhorentje vermijdt heel zoute gebieden; het voelt zich beter thuis in wat brakker water.